# Fürther Stadtwald

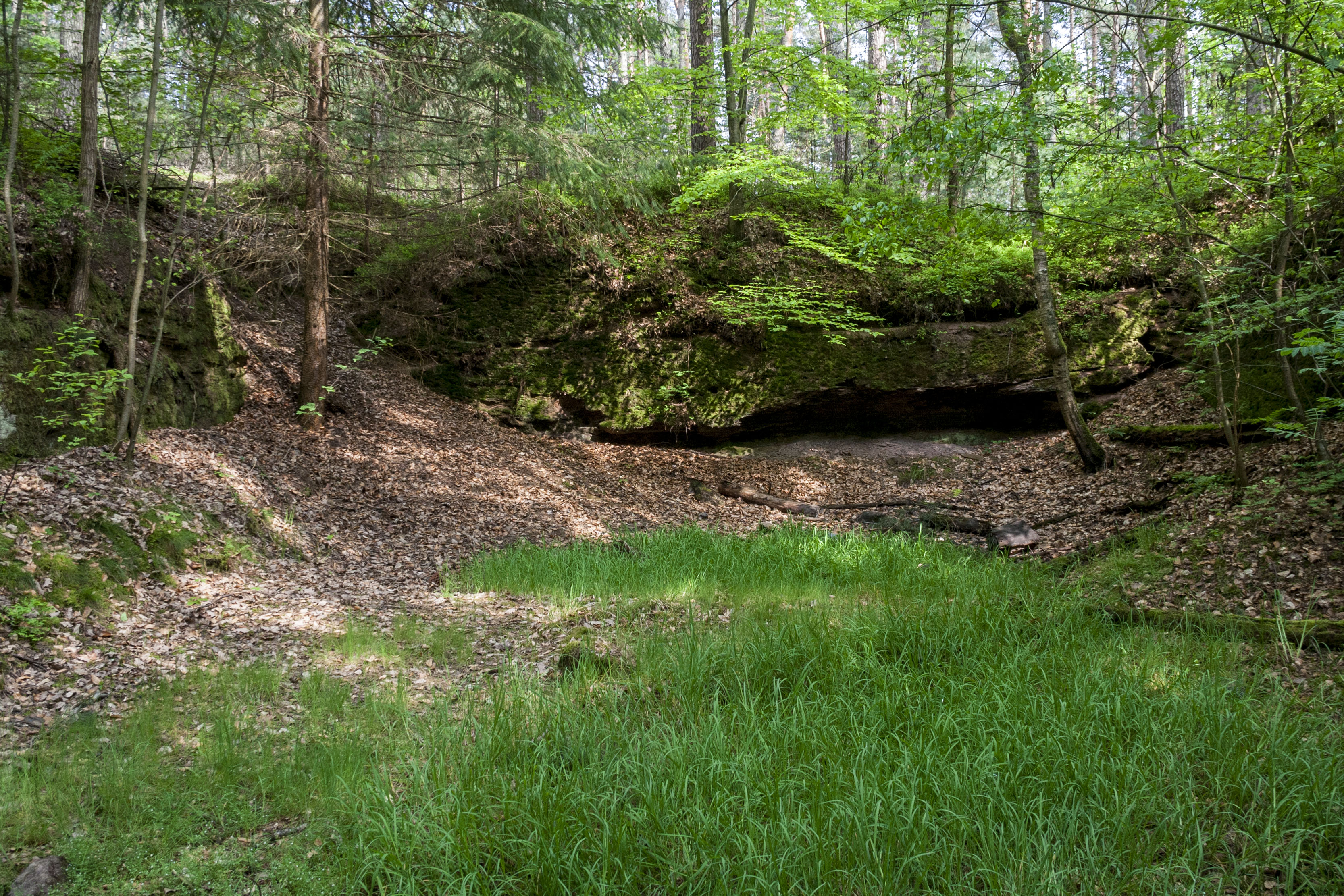
Der Fürther Stadtwald (2014)

Der Fürther Stadtwald (früher auch Fürberg-Waldung und Gemeindewald Fürth) ist eine zusammenhängende Naturwaldfläche mit Bannwaldstatus im Fürther Stadtgebiet, die eine Fläche von etwa 560 ha einnimmt. Der Stadtwald besitzt zusammen mit dem angrenzenden Zirndorfer Stadtwald einen hohen regionalen Stellenwert im Bereich Naturschutz sowie als Freizeit- und Naherholungsgebiet.

## Geographie
West-südwestlich der Stadt Fürth, jenseits von Südwesttangente und Main-Donau-Kanal, steigt der Fürther Stadtwald an. Er gehört zum Stadtbezirk Süd und grenzt im Westen an den Landkreis Fürth an. Gemeinsam mit dem südwestlich von Fürth liegenden, angrenzenden Zirndorfer Stadtwald bilden die beiden Waldungen ein unter Naturschutz stehendes, über 830 Hektar umfassendes „Fauna-Flora-Habitat“-Gebiet.

## Gemarkung
Die Gemarkung Fürther Stadtwald hat eine Fläche von 2,656 km². Sie ist in 39 Flurstücke aufgeteilt, die eine durchschnittliche Flurstücksfläche von 68103,93 m² haben.

## Geschichte

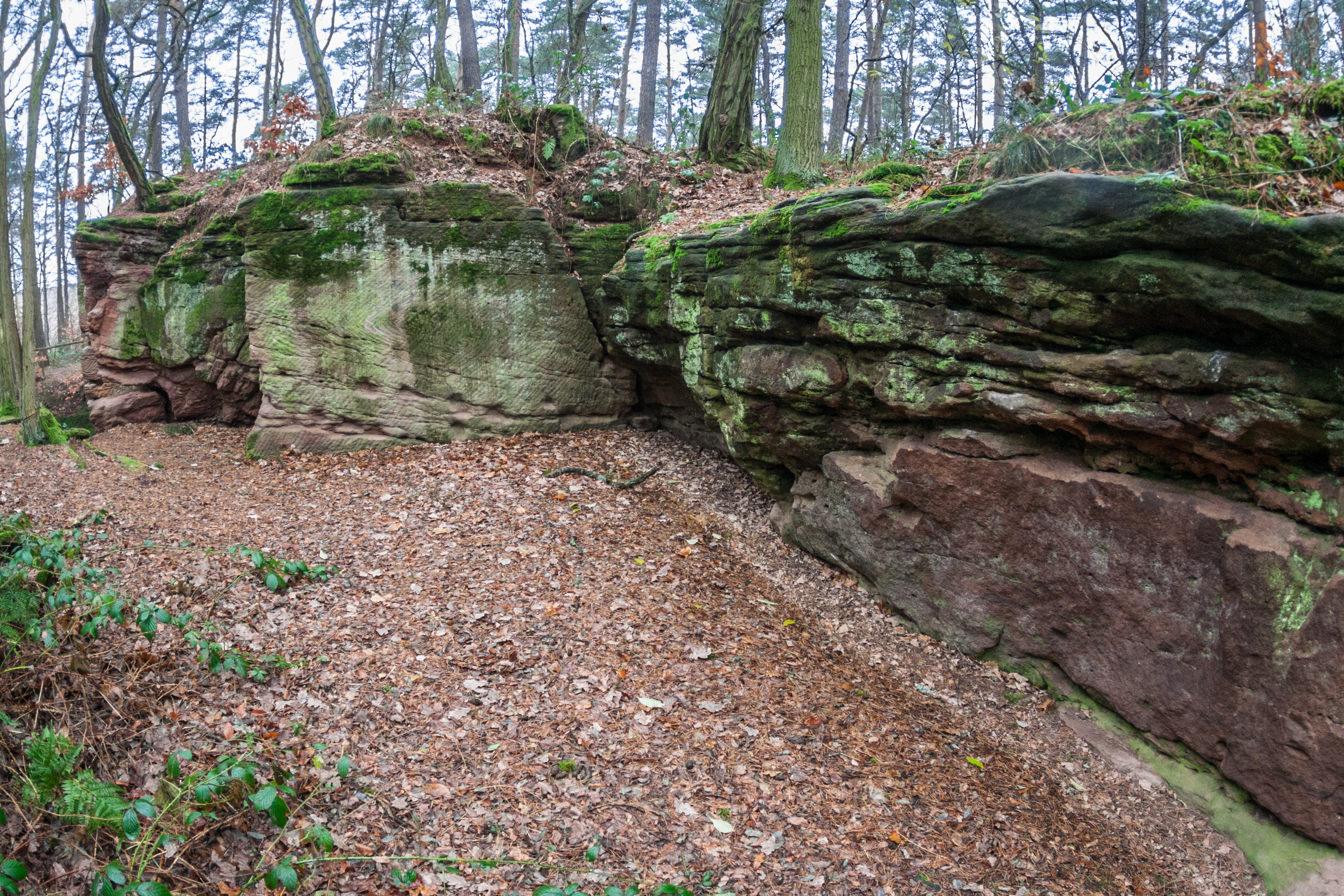
Flächenhaftes Naturdenkmal Steinbrüche im Fürther Stadtwald

Im Jahre 1385 wurde der Fürther Stadtwald als Fürberg-Waldung erstmals urkundlich erwähnt.
Der Wald wurde 1976 als Landschaftsschutzgebiet ausgewiesen und 1985 zum Bannwald erklärt. Der Verein zur Pflege des fränkischen Brauchtums errichtete 1987 ein Schwarzwildgehege im Stadtwald.
2002 wurde der Fürther Stadtwald zusammen mit dem angrenzenden Zirndorfer Stadtwald und einem weiteren Staatswald – insgesamt 836 Hektar Fläche – gemäß der FFH-Richtlinie als „Fauna-Flora-Habitat-Gebiet“ ausgewiesen und Teil des europäischen Biotopverbundes Natura 2000, der selten gewordene Lebensräume schützen und Artenvielfalt fördern will. Am 22. Dezember 2004 folgte eine weitere Verordnung des Landratsamtes Fürth zum Bannwald.
2009 erhielt der Fürther Stadtwald den Bayerischen Staatspreis für vorbildliche Waldbewirtschaftung und im Jahr 2015 wurde die Stadt Fürth durch den Ökologischen Jagdverband Bayern mit dem „Wald-vor-Wild-Preis“ ausgezeichnet.

## Denkmäler im Fürther Stadtwald

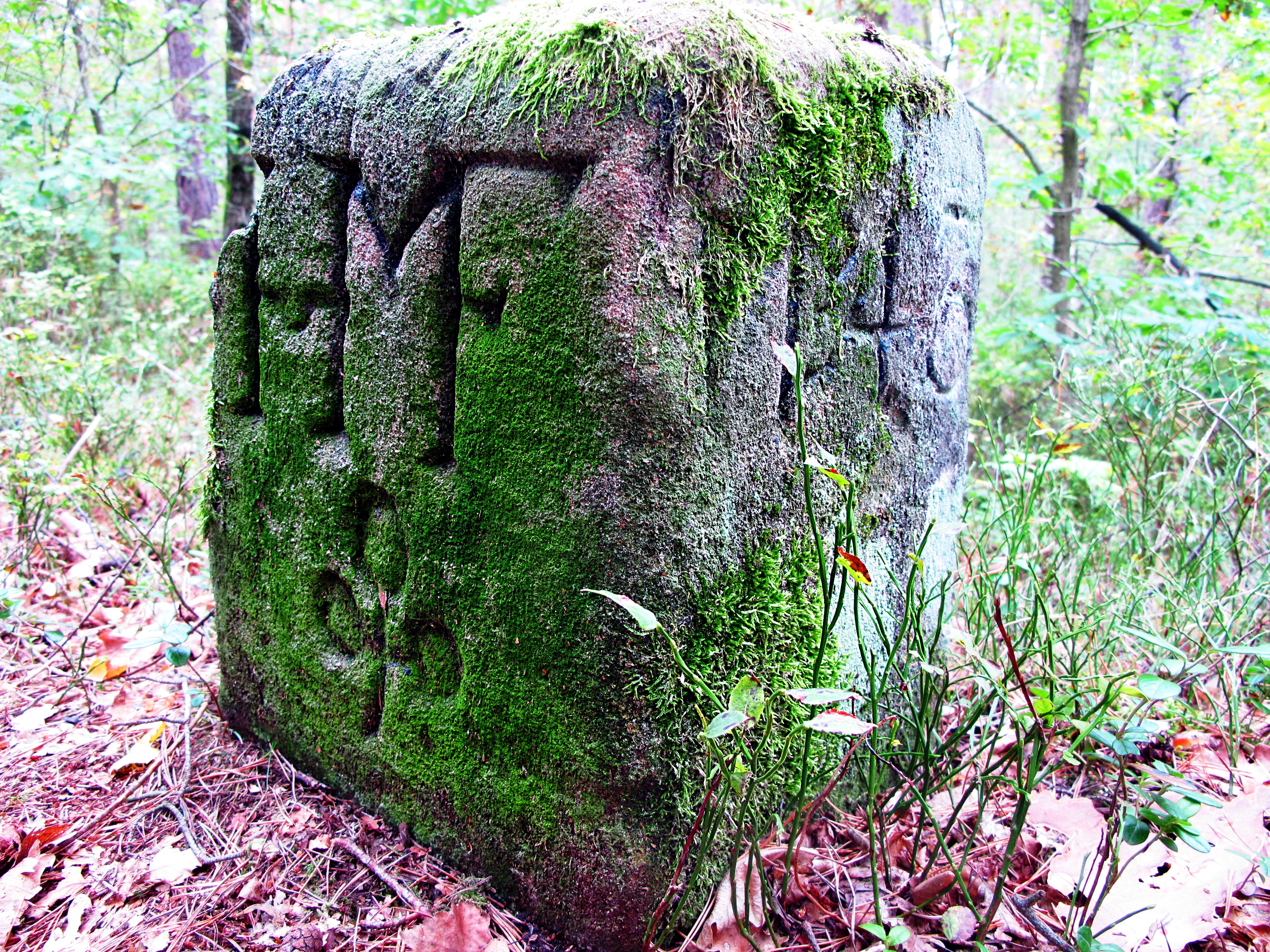
Ein denkmalgeschützter Forstgrenzstein des Stadtwaldes mit seitlichen Inschriften und einem Kleeblatt als Symbol der Stadt Fürth

### Steinbrüche
Die über das gesamte Gebiet verteilten Steinbrüche im Fürther Stadtwald sind ein eingetragenes Naturdenkmal der Stadt Fürth und vom Bayerischen Landesamt für Umwelt ausgewiesenes Geotop (563A001). In den Stadtwald-Steinbrüchen wurde der Burgsandstein bis ins Mittelalter als wichtiger Baustoff abgebaut. Ein größeres Steinbruchgebiet mit Informationstafel befindet sich in der Nähe des Rangaublicks oberhalb der Waldgaststätte Felsenkeller.

### Forstgrenzsteine
Daneben stehen mehrere Forstgrenzsteine des Fürther Stadtwaldes unter Denkmalschutz. Die quaderförmigen Steine sind in den Waldboden eingelassen und zeigen den Grenzverlauf durch eine Rinne auf der Oberseite an. Sie stehen im Abstand von etwa 20 bis 50 Metern im Stadtwald und sind durch schmale Wege miteinander verbunden.

## Flora und Fauna

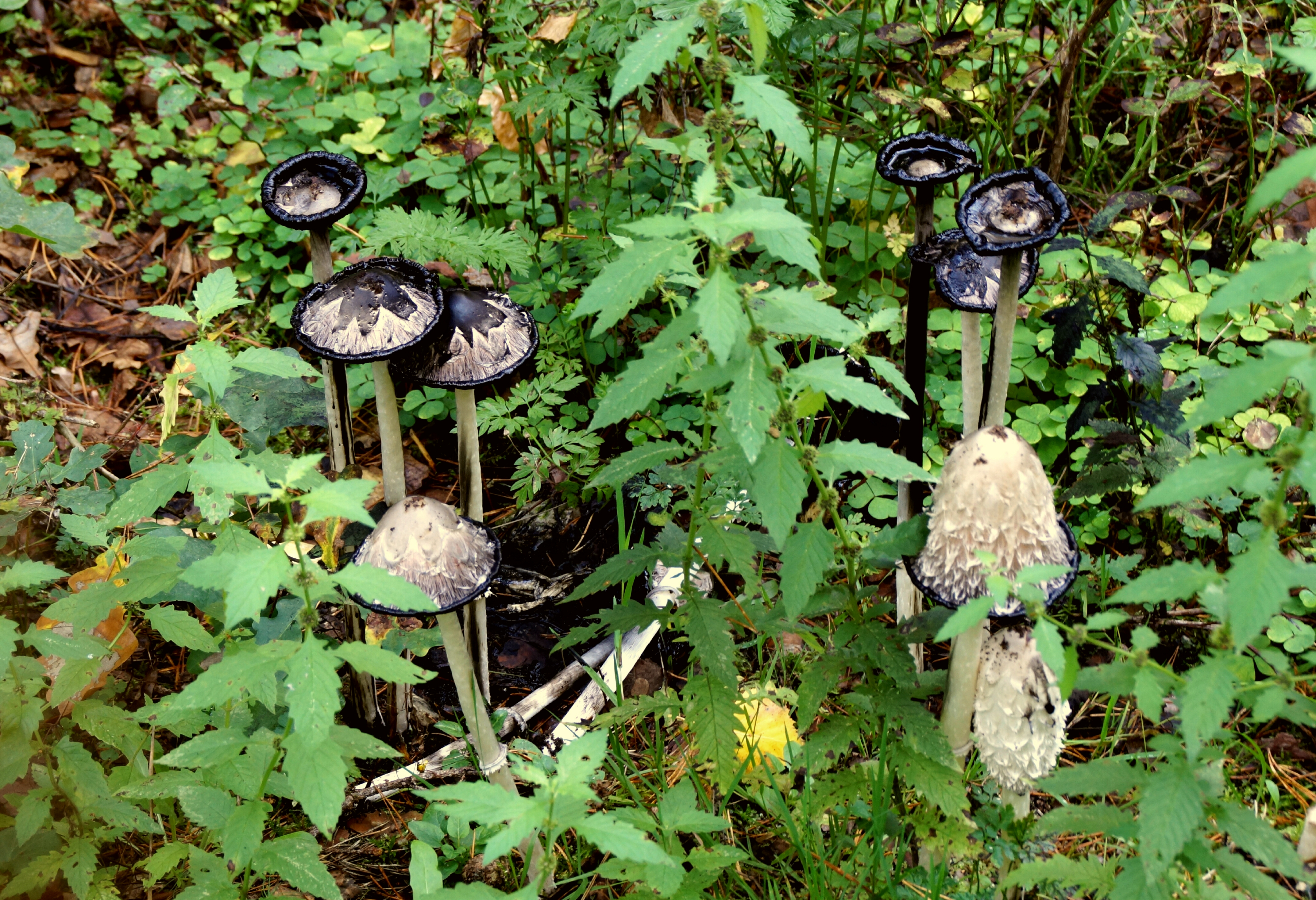
Pilze im Stadtwald

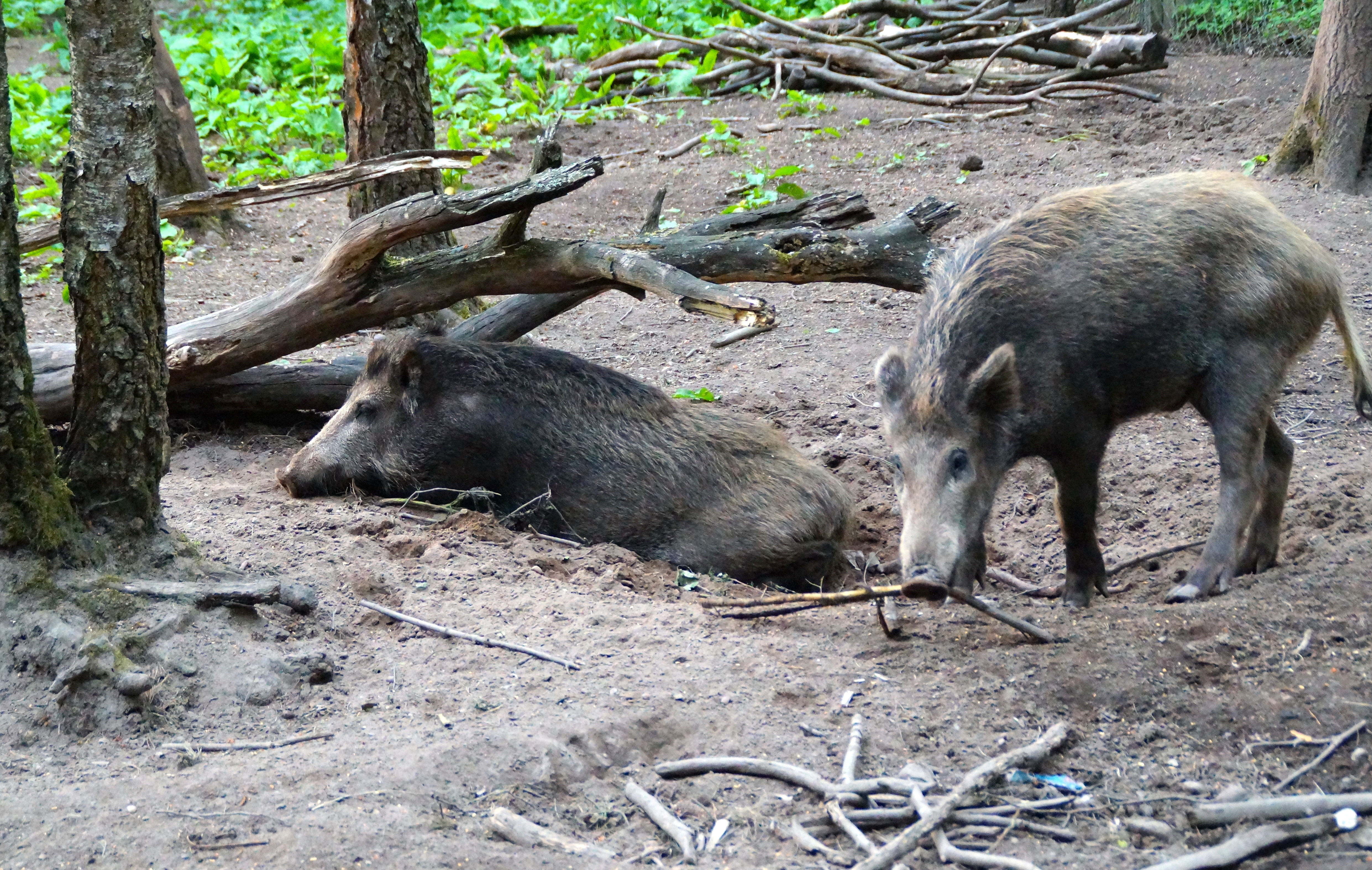
Wildschweine im Gehege

### Pflanzen und Tierarten
Der Fürther Stadtwald besteht großteils aus Kiefern durchmischt mit Laubbäumen. Die Baumbestände stehen vorwiegend auf Burgsandstein.
Der Wald ist Heimat seltener Tierarten und deshalb ein besonderes Schutzgebiet von Europäischem Interesse im Natura 2000-Habitatnetz. Im Stadtwald leben unter anderem verschiedene Fledermausarten (Bechsteinfledermaus, Braunes Langohr, Fransenfledermaus und Wasserfledermaus) sowie der Schwarzspecht. Der Fürther Stadtwald stellt zusammen mit dem angrenzenden Zirndorfer Stadtwald das größte bekannte Winterquartier der Mausohrfledermäuse im mittelfränkischen Becken (1998 wurden über 50 Tiere dieser Art gezählt).

### Bannwald
Der Fürther Stadtwald wurde gemeinsam mit dem Zirndorfer Stadtwald und dem Zirndorfer Forst zum Bannwald erklärt, da diese Wälder „auf Grund ihrer Lage und ihrer flächenmäßigen Ausdehnung im Verdichtungsraum der Städte Erlangen, Fürth, Nürnberg und Schwabach unersetzlich sind und deshalb in ihrer Flächensubstanz erhalten werden müssen“, da ihnen „eine außergewöhnliche Bedeutung für das Klima, den Wasserhaushalt und die Luftreinigung zukommt.“

### Schwarzwildgehege
Im Stadtwald befindet sich ein Schwarzwildgehege mit Wildschweinen. Das Gehege ist jederzeit öffentlich zugänglich und kostet keinen Eintritt.

### Silberweiher
Die Silberweiher, zwei künstlich angelegte Weiher im Fürther Stadtwald, die vom Dambach mit Wasser gespeist werden, haben sich zu einem bedeutenden Biotop für Libellen, Frösche und Teichmolche entwickelt. Sie liegen in einem kleinen Taleinschnitt zwischen Wildschweingehege und Eschenaubuck. Zwischen den beiden Weihern befinden sich Überreste eines Erdwalls, der zu Kriegszeiten Teil eines Schießplatzes war.

## Naherholung

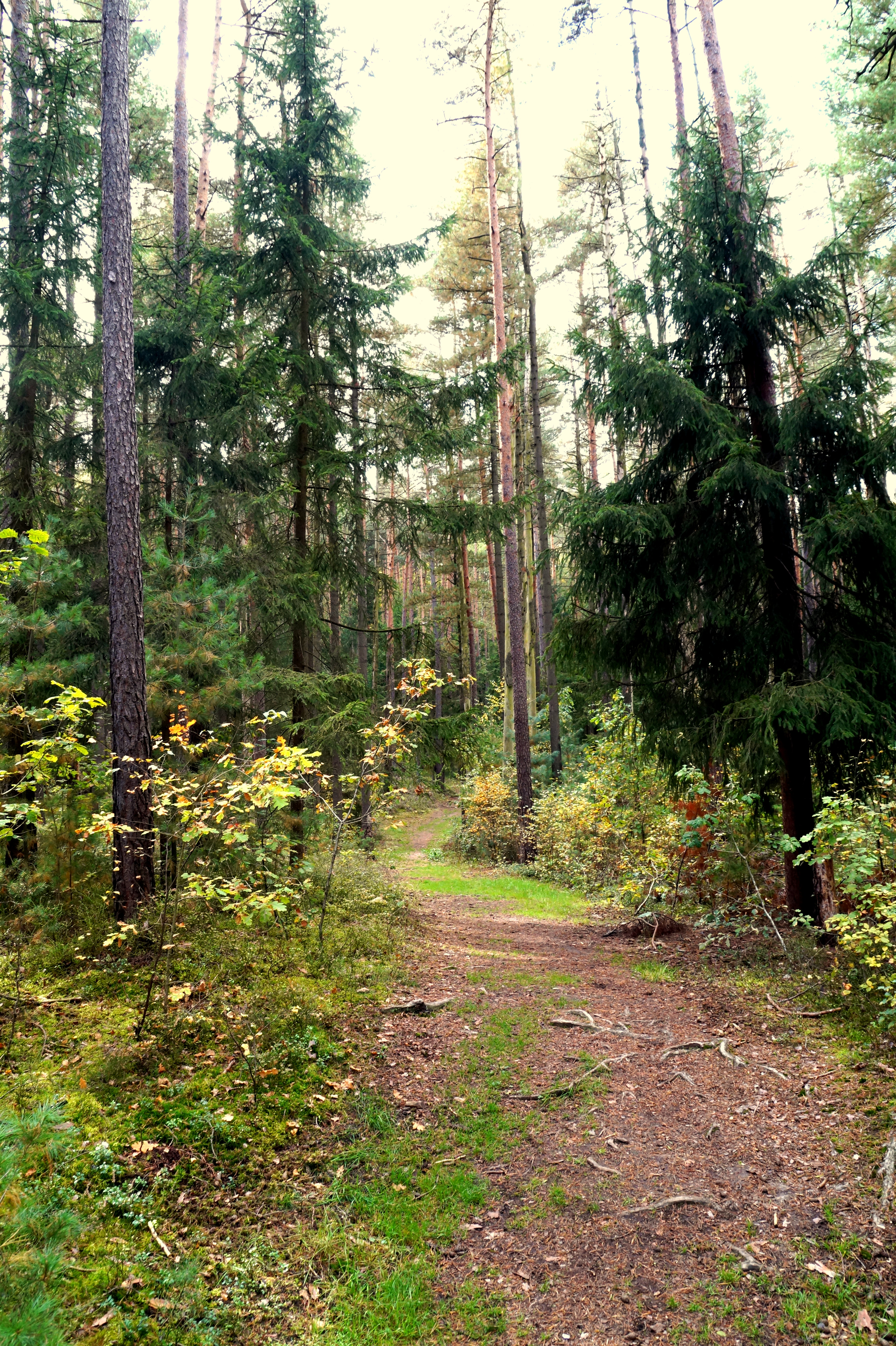
Wanderweg im Fürther Stadtwald

Mehrere Radwege und ausgewiesene Wanderwege durchziehen den Fürther Stadtwald. Für die sportliche Betätigung gibt es ausgewiesene und beschilderte Nordic-Walking-Strecken. Ein Trimm-dich-Pfad beginnt oberhalb des Waldhotels Forsthaus und führt auf einem etwa 3 km langen Rundkurs durch den Stadtwald, vorbei am Silberweiher und einem Wildtiergehege. Ein Waldlehrpfad beginnt an der Stadtförsterei und führt auf einem Rundweg durch ein Steinbruchgebiet.

## Stadtförsterei
Die Stadtförsterei (Heilstättenstraße 130) befindet sich am Rande des Stadtwaldes.